# Uetersens Rosenkönigin
Uetersens Rosenkönigin (auch Uetersener Rosenkönigin) ist eine moderne Strauchrose aus dem Hause W. Kordes’ Söhne. Sie wurde zur 775-Jahr-Feier der Rosenstadt Uetersen und dem 75-jährigen Bestehen des Rosariums Uetersen eingeführt, des ältesten und größten Rosariums in Norddeutschland.
Sie ist den Uetersener Rosenköniginnen gewidmet, die die Stadt auf Ausstellungen und Messen repräsentieren. Uetersens Rosenkönigin ist ein Sport der Kletterrose Rosarium Uetersen und wurde vom Fernsehmoderator John Langley öffentlich im Uetersener Rosarium getauft.
Sie ist eine öfter blühende Strauchrose, mit einem bogig überhängenden Wuchs. Unter guten Bedingungen kann sie eine Höhe von zwei Metern erreichen. Die Blütenfarbe reicht von Orange bis Mittelrot, die sich später in schimmernd silbrig verändert. Die bis zu 11 cm großen, kaum duftenden, rosettenförmigen Blüten sind gut gefüllt. Die Laubblätter der Rose sind überwiegend mittel bis dunkelgrün und glänzend. Ihre Blühzeit reicht von Juni bis zum ersten Frost.
Uetersens Rosenkönigin ist besonders frosthart bis −31 °C (USDA-Zone 4). Sie gilt als besonders wetterfest. Die Strauchrose ist auch für Rankgerüste, Fassaden und Rosenbögen geeignet. Sie kann auf Grund ihres breitbuschigen Wuchses auch als alleinstehende Rose verwendet werden.